# 中原生代
| 累代        | 代       | 紀                 | 基底年代 Mya |
| ----------- | -------- | ------------------ | ------------ |
| 顕生代      | 新生代   | 新生代             | 66           |
| 顕生代      | 中生代   | 中生代             | 251.902      |
| 顕生代      | 古生代   | 古生代             | 541          |
| 原生代      | 新原生代 | エディアカラン     | 635          |
| 原生代      | 新原生代 | クライオジェニアン | 720          |
| 原生代      | 新原生代 | トニアン           | 1000         |
| 原生代      | 中原生代 | ステニアン         | 1200         |
| 原生代      | 中原生代 | エクタシアン       | 1400         |
| 原生代      | 中原生代 | カリミアン         | 1600         |
| 原生代      | 古原生代 | スタテリアン       | 1800         |
| 原生代      | 古原生代 | オロシリアン       | 2050         |
| 原生代      | 古原生代 | リィアキアン       | 2300         |
| 原生代      | 古原生代 | シデリアン         | 2500         |
| 太古代      | 太古代   | 太古代             | 4000         |
| 冥王代      | 冥王代   | 冥王代             | 4600         |
| 1. 2. 3. 4. |          |                    |              |

中原生代（ちゅうげんせいだい、英：Mesoproterozoic）は16億年前から10億年前にあたる原生代の地質年代の一つ。ステニアン、エクタシアン、カリミアンの3つの紀に区分される。なお、この区分は地質学的・生物学的な基準（特定の生物の出現や消滅など）を用いず時間を基準にしている。

## 概要
中原生代に起きた大きな出来事は、コロンビア大陸の崩壊とロディニア超大陸の形成、有性生殖の発生である。

大陸プレートとプレートテクトニクスが更に発展し、大規模な証拠が残存する最古の造山運動であるグレンヴィル造山運動が発生している。

生物界ではストロマトライトが最も繁栄した時代となる。ストロマトライトは新原生代に入ると減少している。有性生殖の発展を通じ、多細胞生物の発展が始まった。これは単細胞生物などとの共生が始まったことを意味する。

詳細はまだ分かってないものの、中原生代には、海の化学組成、地球の堆積物、空気の組成について、大きな変化があったと考えられている。中原生代のはじめに1%だったが酸素濃度は中原生代を通して上昇し、今日のレベルにまで達した。